# Heffenbrug
De Heffenbrug is een liggerbrug over de Zenne bij Heffen in de stad Mechelen. De brug bestaat uit drie overspanningen in gewapend beton, twee zij-overspanningen van 12,3 m en een middenoverspanning van 25,4 m. De brug wordt beheerd door De Vlaamse Waterweg.

## Naam
De naam is afgeleid van het nabijgelegen Heffen. Plaatselijk wordt ook de naam Zennebrug gebruikt.
Battelbrug · Colomabrug · Fonteinbrug · Heffenbrug · Hoogbrug · Katelijnepoortbrug · Koepoortbrug · Kraanbrug · Minderbroedersbrug · Nekkerspoelbrug · Plaisancebrug · Roostenbergbrug · Van Kesbeeckbrug · Walembrug · Winketbrug · Withuisbrug · Zennegatsluisbrug